# 笑福亭銀瓶の銀ぎんワイド
『笑福亭銀瓶の銀ぎんワイド』（しょうふくていぎんぺいのぎんぎんわいど）は、2011年4月4日から2014年9月26日まで、月曜日から金曜日の7:05 - 8:59（JST）にラジオ大阪で放送されていた生ワイド番組。笑福亭銀瓶の冠番組でもある。

## 概要
『出発進行!うめじゅんです』に代わって放送を開始。同時に『出発進行!うめじゅんです』で8:52から放送されていた競輪・競艇の開催情報を伝える「レースニュース」をやめるとともに、メインパーソナリティの梅田淳（関西テレビ出身のフリーアナウンサー）がキャスターを兼務していた8時台の「ニュース」を、ラジオ大阪のアナウンサーが日替わりで担当。
この番組では、銀瓶が前日のニュースを軽妙な切り口で解説する「ニュース大吟醸」をはじめ、スポーツ・芸能の話題も伝えているが、「ニュース大吟醸」では、一般に最も重要とされるニュースを扱わない場合があった。

## 放送時間
- 2011年4月4日 - 2012年9月29日　月 - 金曜日7:00 - 8:54
- 2012年10月1日 - 2013年3月29日　月 - 金曜日7:05 - 8:54
  - 7時台に内包していた「SANKEI EXPRESS NEWS」を、当番組の前枠（7:00 - 7:05）に、｢産経新聞ニュース｣として独立番組化。
- 2013年4月1日 - 2014年9月26日　月 - 金曜日7:05 - 8:59
  - 当番組の後枠（8:54 - 8:59）に放送していた『念法真教心のいこい』を、6:55 - 7:05に移動。

## 出演

### パーソナリティ
- 笑福亭銀瓶
- 和田麻実子（ラジオ大阪アナウンサー）

### コメンテーター
- 大谷昭宏（金曜日のみ出演）

## タイムテーブル
- 7:05 オープニング
- 7:10 ニュース大吟醸!
- 7:30 交通情報・アメダス天気予報
- 7:35 今朝のコレ!
- 7:45 銀ぎんスポーツ新聞部
- 7:50 わだぎん・今日の一品!
- 8:00 産経新聞ニュース・天気予報・交通情報
  - 2012年までは、『出発進行!うめじゅんです』に続いて、ニュースのタイトルを『SANKEI EXPRESS NEWS』と称していた。
- 8:07 日替わりコーナー
  - 月曜：銀瓶・ぼくのおすすめ
  - 火曜：和田アナ・わたしのおすすめ
  - 水曜：話の銀座
  - 木曜：お出かけナビ
  - 金曜：大谷昭宏にズバリ聞く!
- 8:22 武田鉄矢・今朝の三枚おろし（文化放送制作）
- 8:33 交通情報・天気予報
- 8:45 ニュース世界まるかじり!
- 8:52 エンディング

## その他
- 「出発進行!うめじゅんです」時代は番宣CMは流れなかったものの、当番組開始から放送されている。初期は銀瓶とワダマミの漫才風のやりとりだった。
  - 例
    - ワダマミ「どんな事するんですか？笑福亭さん」
    - 銀瓶    「笑福亭さんはたくさんおるがな」
    - ワダマミ「教えてください松本（銀瓶の本名）さん」
    - 銀瓶    「何で本名やねん」
    - ワダマミ「よろしくね銀瓶君」
    - 銀瓶    「何で上から目線やねん」